# Gabriel Adriányi
Gabriel Adriányi (în maghiară Adriányi Gábor; n. 31 martie 1935, Nagykanizsa, Comitatul Zala, Ungaria – d. 10 august 2024, Zalaegerszeg, Zala, Ungaria) a fost un istoric germano-maghiar, profesor la Universitatea din Bonn între anii 1976-2000. Din 2003 a fost membru corespondent al Academiei Maghiare de Științe.

## Lucrări
- Die Stellung der ungarischen Kirche zum österreichischen Konkordat von 1855. Roma 1963 (teză de doctorat);
- Ungarn und das I. Vatikanum (= Bonner Beiträge zur Kirchengeschichte. Bd. 5). Köln 1975;
- Geschichte der Kirche Osteuropas im 20. Jahrhundert. Paderborn 1992;
- Die Ostpolitik des Vatikans 1958-1978 gegenüber Ungarn. Der Fall Kardinal Mindszenty. Herne 2003;
- Geschichte der katholischen Kirche in Ungarn (= Bonner Beiträge zur Kirchengeschichte. Bd. 26). Köln 2004;
- Documenta Vaticana historiam authonomiae catholicae in Hungaria illustrantia 1891–1920. Budapesta 2011.